# むすび丸
むすび丸（むすびまる）は、宮城県の観光PRキャラクター。仙台・宮城観光キャンペーン推進協議会事務局所属仙台・宮城観光PR担当課長。

## 概要
頭部は米の生産地である宮城県を象徴する「おにぎり」型となっており、伊達氏を象徴する三日月形の兜をかぶっている。また、兜に描かれている九曜紋も伊達氏などが使用していた。

### 業務内容
- 各所で宮城県の観光をPRする。
- PR活動が無い場合は宮城県庁舎の1階ロビーで来館者を出迎える。
- 第25回全国健康福祉祭宮城･仙台大会（ねんりんピック宮城･仙台2012、2012年10月13日～10月16日）の大会マスコットキャラクターを務めた。

### 全身スタイル
むずび丸は以下の全身スタイルが存在する。
- 甲冑バージョン - 鎧兜姿。
- 祭りバージョン - 祭の法被股引姿。
- スポーツバージョン - プロスポーツ応援姿。

上記の3バージョンは全身スタイル公開時に公開された。
出陣用の外見は宮崎県宮崎郡清武町の会社が製作している（初期バージョン）。
- クリスマスバージョン - サンタクロースコスチューム。宮城県の専門学校が作成した。[3]
- ねんりんピックバージョン - 弓道やなぎなたの道着姿、表演服姿（太極拳）、レオタード型水着姿、タキシード姿（ダンス）がある。 [リンク切れ]（ただし、いずれもイラストのみで、着ぐるみはない）
- 水産バージョン - スポーツバージョンをベースに波の模様の法被を着け、頭にねじり鉢巻きを巻く。宮城県産水産物の販路回復、消費拡大を目的に2014年11月より第3水曜日を「みやぎ水産の日」に制定されたのを受け、2015年8月に登場[4]。

### 情報
- お祭り大好き。
- 子供たちと一緒に写真を撮ってもらうのが好き。
- 踊るのが好き。アップテンポの曲は不得意。
- 暑いのが苦手。
- 東北楽天ゴールデンイーグルス、ベガルタ仙台、仙台89ERS、マイナビ仙台レディースの試合は見逃さない。
- 趣味は昼寝、温泉めぐり。
- 好きな食べ物は三陸沖で取れる魚。特にサンマが好物。わかめの味噌汁がつくと最高。
- エアギター日本ランキングを保持している。2012年、2013年共に14位。

### グッズ等
- 多様なむずび丸関連グッズのほか、むすび丸をデザインしたカクテルも存在する。

## 歴史
- 2007年3月8日 - 仙台・宮城デスティネーションキャンペーンのシンボルマークとして誕生。
- 2007年5月8日 - 愛称を「むすび丸」と発表。
- 2008年3月 - 全身スタイルを公開。
- 2008年10月25日・10月26日 - 滋賀県彦根市で開催された「ゆるキャラまつり in 彦根 ～キグるみさみっと2008～」に参加。
- 2010年4月5日 - 仙台・宮城観光キャンペーン推進協議会の「宮城県観光PR担当係長」に就任。当時の任期は2011年3月31日までであった。
- 2011年5月27日 - 2012年3月31日まで引き続き係長に任命される事を発表される。[5]
- 2013年9月5日 - 「仙台・宮城観光PR担当課長」に任命される。[6]
- 2018年5月16日 - アイベックスエアラインズでスペシャルマーキング機「むすび丸ジェット」就航[7]。